# トボシガラ
トボシガラ Festuca parvigluma Steud. は、イネ科の軟弱な植物。長い芒のある小穂を長い柄の先にぶら下げる。

## 特徴
全体にひょろりとした多年草。穂がないときは全く目につかない。
細い根茎があって地下を這い、茎は束になって生じる。花穂を含めて高さ30-60cm。葉は根元から茎の途中の節につき、長さ10-25cm、ざらつかず、深い緑色で光沢がある。葉鞘も葉の表と同じような質感。
花は5-6月に、茎の先端から出て、円錐花序をなす。花序の主軸は8-15cmで、数個の節があって、それぞれの節からは花序の枝が1本ずつ出るが、これが花序全体と同じくらいに長い。花序の主軸と枝は先が細くなって、そこにまばらに小穂をつける。小穂はその枝に寄り添う。花序全体としては、枝はやや主軸に沿うようにして、全体として先端が垂れるが、開花期には枝はやや広がる。
小穂は緑色で3-5花を含む。包穎はごく小さく、護穎は5-6mmあって、これがほぼ小穂の大きさにあたる。その先端からは6-9mmの細い芒が伸びる。内穎は護穎とほぼ同じ長さ。
名前の由来は唐帽子殻で、古い時代の米の品種である唐帽子（とぼし）に似ていたためとの説、点灯茎、あるいは点火茎の意との説がある。牧野は後者を採用しているが、その名の意味やその発祥については不明と述べている。

## 生育環境
草原や林縁部に見られる。日なたからやや木陰で見られる。

## 分布
北海道から九州まで見られる。国外では朝鮮から中国、インド北部に渡る分布を持つ。

## 利害
何もない。

## 分類
この属には多くの種があるが、トボシガラはやや独特の姿で、判別はやさしい方である。小柄な草で、無毛、花序はまばらな細長い枝になって、その先の方にだけ小穂があること、長い芒があることなどを確認できるとほぼ確かで、包穎がごく小さいこと、3-5花を含むことなどが確認できればほぼ間違いない。
なお、芒がごく短いものが本州（伊吹山・大峰山）と四国（瓶ヶ森）で知られており、イブキトボシガラ var. breviaristata Ohwi と呼ばれる。さらにこれに似たものにヤマトボシガラ F. japonica Makino があるが、芒の他にも護穎がやや小さいこと、また花序の主軸の節からの枝がトボシガラでは1本ずつ出るのに対してこの種では普通は2本ずつ出る、といった違いがある。